# Frede Toxværd
Frede Toxværd (født i 1941, død i 1998) var en dansk cykelrytter og bjergbestiger m.m.
Han deltog som eneste dansker blandt cirka 25 personer i en kommerciel ekspedition på Mount Everest i 1986 under ledelse af Fredy Graf. Bjerget blev besteget sammen med Simon Buckhardt og Gayalu Sherpa, der undervejs omkom i to separate uheld. Højeste punkt var sydtoppen, som Graf, Koenig og Chuldim Sherpa nåede 25. september. Toxværd nåede efter sigende Sydpasset i 8.000 m, og var dermed den dansker, der var nået højest, de næste fem år.
Kun én dansker gjorde forsøget før Toxværd: Klavs Becker-Larsen gennemførte to illegale soloforsøg i 1951 to fra hhv. Nepal og Tibet. Toxværd var således første dansker på Mount Everest i 35 år.
Toxværds andet planlagte forsøg med en schweitzisk ekspedition i 1988 blev aflyst grundet logistiske og økonomiske forhindringer.
Senere besteg han også det det 6.961 m høje bjerg Aconcagua i Argentina.